# 塔塔醬

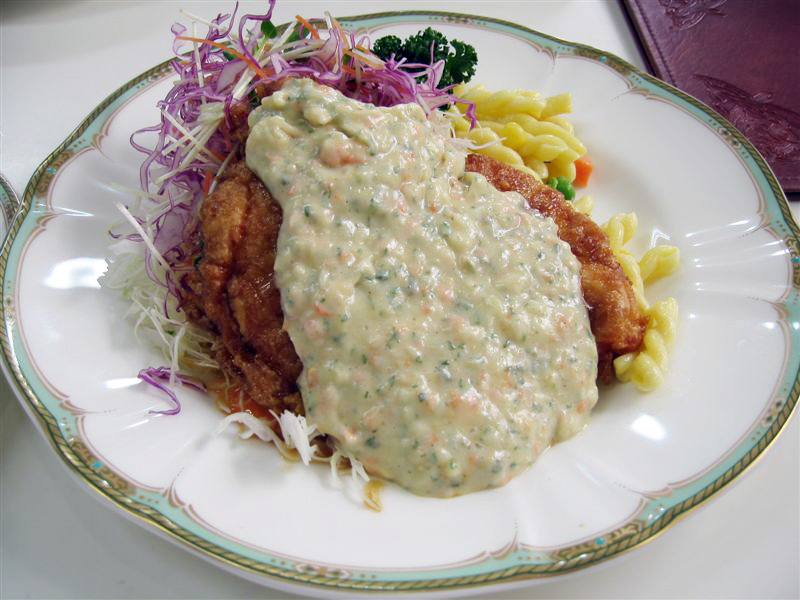
澆上塔塔醬的南蠻雞

塔塔醬（Tartar sauce），又名「韃靼醬」、「他他汁」、「他他醬」、「打他汁」。常用來搭配海鮮類的油炸物（炸魚柳或炸蝦）、生菜或是無鹽的餅乾。例如：麥當勞所販售的「魚柳包」即是使用此醬。
此酱偶尔也叫韃靼式沙拉醬，但和沙拉并没有什么关系；这么称呼只是因为此酱的一大成分为蛋黄酱，而其俗称为“沙拉酱”，因而得名。

## 成分
罗勒、醃黄瓜切碎末
1. 然后将蔬菜末混合在一起
2. 再加入一勺黄芥末酱
3. 搅拌好，再加入3大勺蛋黄酱再次搅拌
4. 搅拌好后，加入柠檬汁

## 外部連結
- 韃靼式沙拉醬(Tartar sauce) - 配方的其中一種